# Marapanim
Marapanim este un oraș în Pará (PA), Brazilia.